# Brachymeles pathfinderi
Brachymeles pathfinderi är en ödleart som beskrevs av Taylor 1925. Brachymeles pathfinderi ingår i släktet Brachymeles och familjen skinkar. IUCN kategoriserar arten globalt som otillräckligt studerad. Inga underarter finns listade.
Arten är känd från södra delen av ön Mindanao som tillhör Filippinerna. Den vistas troligen i områden som ligger lägre än 1200 meter över havet. Antagligen är utbredningsområdet större än hittills känt. Enligt uppskattningar lever arten liksom andra släktmedlemmar i fuktiga skogar och den borde gömma sig i lövskiktet.